# Чемпионат СССР по водному поло 1949
IX чемпионат СССР по водному поло проходил с 19 по 26 сентября 1949 года в Баку. Победителем стала команда ЦДКА.

## Общая информация
Чемпионат проходил в Баку в открытом бассейне парка имени Низами с участием 17 команд. Они были распределены на 6 предварительных групп, в которых провели матчи по круговой системе. Победители групповых турниров — 4 команды из Москвы и 2 из Ленинграда — вышли в финальный турнир, в котором также по круговой системе разыграли медали.
Золотые медали в третий раз в истории выиграли ватерполисты ЦДКА, одержавшие победы в предварительном раунде над рижским «Динамо» (13:0) и ленинградским «Зенитом» (3:0), а в финальном турнире — над всеми пятью соперниками. Серебряным призёром стала ленинградская команда ВМС, а бронзовым — московское «Торпедо».
В составе столичного «Динамо» в 1949 году дебютировал Пётр Мшвениерадзе. В начале сентября его команда выиграла Кубок СССР, розыгрыш которого также проходил в Баку, но в чемпионате страны выступила неудачно, заняв 4-е место.

## Результаты финального этапа
|                                | 1   | 2   | 3   | 4   | 5   | 6   | И | В | Н | П | М     | О  |
| ------------------------------ | --- | --- | --- | --- | --- | --- | - | - | - | - | ----- | -- |
| 1. ЦДКА (Москва)               |     | 2:1 | 5:0 | 2:0 | 6:0 | 4:3 | 5 | 5 | 0 | 0 | 19:4  | 10 |
| 2. ВМС (Ленинград)             | 1:2 |     | 2:1 | 4:2 | 6:0 | 4:0 | 5 | 4 | 0 | 1 | 17:5  | 8  |
| 3. «Торпедо» (Москва)          | 0:5 | 1:2 |     | 4:2 | 3:1 | 4:3 | 5 | 3 | 0 | 2 | 12:13 | 6  |
| 4. «Динамо» (Москва)           | 0:2 | 2:4 | 2:4 |     | 3:3 | 8:0 | 5 | 1 | 1 | 3 | 15:13 | 3  |
| 5. «Трудовые резервы» (Москва) | 0:6 | 0:6 | 1:3 | 3:3 |     | 4:3 | 5 | 1 | 1 | 3 | 8:21  | 3  |
| 6. «Большевик» (Ленинград)     | 3:4 | 0:4 | 3:4 | 0:8 | 3:4 |     | 5 | 0 | 0 | 5 | 9:24  | 0  |

1-й тур. 22 сентября
- ВМС — «Большевик» — 4:0
- ЦДКА — «Торпедо» — 5:0
- «Трудовые резервы» — «Динамо» — 3:3

2-й тур. 23 сентября
- ЦДКА — «Большевик» — 4:3
- «Торпедо» — «Трудовые резервы» — 3:1
- ВМС — «Динамо» — 4:2

3-й тур. 24 сентября
- «Трудовые резервы» — «Большевик» — 4:3
- «Торпедо» — «Динамо» — 4:2
- ЦДКА — ВМС — 2:1

4-й тур. 25 сентября
- ЦДКА — «Динамо» — 2:0
- ВМС — «Трудовые резервы» — 6:0
- «Торпедо» — «Большевик» — 4:3

5-й тур. 26 сентября
- ЦДКА — «Трудовые резервы» — 6:0
- ВМС — «Торпедо» — 2:1
- «Динамо» — «Большевик» — 8:0

## Призёры
ЦДКА: Игорь Бутырин, Валентин Горшков, Иван Дмитриев, Александр Ефимов, Владимир Кузнецов (играющий тренер), Вадим Оболенский, Всеволод Папков, Евгений Семёнов, М. Титаренко.
 ВМС: Геннадий Дойкин, Виталий Дулинец, Владимир Китаев (играющий тренер), Лев Кокорин, Артемий Либель, Игорь Либель, Владимир Попов, Михаил Шулешко.
 «Торпедо»: Николай Борисов, Борис Гойхман, Леонид Мешков, Николай Простяков, Валентин Соколов, Виталий Ушаков, Иван Штеллер (играющий тренер).